# مایکل بریسکو
مایکل بریسکو (انگلیسی: Michael Briscoe؛ زادهٔ ۴ ژوئیهٔ ۱۹۸۳) بازیکن فوتبال اهل بریتانیا است.
از باشگاه‌هایی که در آن بازی کرده‌است می‌توان به باشگاه فوتبال برتون آلبیون، باشگاه فوتبال هاکنال تاون، باشگاه فوتبال مکلسفیلد تاون، باشگاه فوتبال کیدرمینستر هاریرس، باشگاه فوتبال تلفورد یونایتد، باشگاه فوتبال کاونتری سیتی، و باشگاه فوتبال تاموورث اشاره کرد.